# الشوكة التحتا
الشوكة التحتا كانت قرية فلسطينية تبعد 31.5 كيلومتر شمال شرق مدينة صفد.

## الجغرافيا
تقع القرية على ضفة نهر البانياس الغربية قريبة من الحدود السورية، تجاورها قرية السنبرية والأراضي السورية ودان دفنة، تملك هذه القرية 17 دونماً و2132 دونم من بينها 123 دونم للطرق والوديان، أما المواقع المحيطة بأراضي القرية فهي خربة الدلعة من الجهة الجنوبية الغربية للقرية وخبة شرف الدين شمال الغربي للقرية أما السكان فعام 1936 كان في القرية 136 من بينهم 73 ذكور و63 إناث كلهم مسلمين، وعام 1945 ارتفع عددهم إلى 200 نفر.
تقوم القرية على خفيفة الانحدار من الجزء الشمالي الشرقي من سهل الحولة إلى الجنوب الغربي من تل القاضي كانت هناك تربطها بمستعمرتي دان ودفنة وتتجه غرباً نحو الخصاص المهجرة، وهي ذاتها الطريق العام المتجه إلى صفد وكان من الجهة الشمالية غابة تلف القرية وكانت وديان دائمة الجريان تمر بالقرية قادمة من تل القاضي. وكانت المزروعات قسم منها مروي وقسم منها بعلي والمروي 1845 كلها بساتين. وكان هناك خربة جنوب القربة تسمى خربة الضيعة.

## تهجير القرية
تهجرت القرية عام 1948 نتيجة لعملية يفتاح التي هدفت لتهجير صفد وقراها، في 14 أيار/مايو من العام 1948 بعد سقوط صفد دب الذعر والعرب بالسكّان ففروا من القرية.

## القرية اليوم
يعلو موقع القرية الأشواك والأعشاب والصبار وهناك الكثير من الأحجار المتناثرة نتيجة تدمير القرية، لم تقم أي من المستوطنات على مسطح القرية يزرع المستوطنون اليهود أراضي القرية وأقرب مستوطنتين عليها هما دان ودفنة

## وصلات خارجية
- الشوكة التحتا ترحب بكم